# Monte Afadjato
Monte Afadjato es la montaña más alta de Ghana, a una altitud de 885 metros. La montaña está situada en la cordillera de Agumatsa cerca de las aldeas de Liati Wote y Gbledi, en la región de Volta en la frontera con Togo. El lugar conocido como Aduadu, es de hecho, el punto más alto en Ghana, pero debido a una pequeña altura relativa (diferencia de altura entre la base y el pico) no se considera una montaña.
De acuerdo algunas fuentes el nombre de la montaña se deriva de la palabra  del lenguaje Ewe "Avadzeto", que significa "en guerra con el arbusto". El nombre se deriva de la presencia en la ladera de una planta que causa la irritación severa de la piel.